# Маленькие негодяи спасают положение
«Маленькие негодяи спасают положение» (англ. The Little Rascals Save the Day) — американский комедийный фильм 2014 года срежиссированный Алексом Заммом. Главные роли в фильме исполнили Джет Юргенсмайер, Дрю Джастис, Кэмден Грей и Дженна Ортега.

## Сюжет
Детская «банда», состоящая из Макса, Люси, Бена, Холли и Джейка — сталкиваются с серьёзной проблемой. В течение многих лет пекарня их любимого местного пекаря, мистера Уиттакера, была сердцем и душой города. Однако недавно мистер Уиттакер узнал, что его арендный договор истекает и новый владелец планирует продать здание, не предоставляя ему право покупки.
Ребятишки решили, что не могут позволить потерять пекарню и решили собрать необходимую сумму, чтобы выкупить здание. Однако им нужно 10 000 долларов, и им придётся использовать все свои смекалку, хитрость и талант воришек, чтобы достичь этой цели.
Они начинают свои приключения, устраивая весёлый хаос по всему городу. Они организуют ярмарку с аттракционами и каруселями, привлекая местных жителей и туристов. Ребятишки превращают пекарню в центр развлечений с игровыми автоматами, фотобудкой и сладостными лотереями. Они создают рекламные ролики и шаржи на стенах, чтобы привлечь внимание к своей акции.
Одна из самых громких акций банды озорных ребятишек — они устраивают ограбление популярного музея и оставляют на месте преступления подсказку, которая ведёт к таинственному сундуку. Сундук содержит ценные артефакты, которые они убеждают местную полицию и средства массовой информации продать на аукционе.
Вскоре весь город говорит о банде озорных ребятишек и их необычных способах сбора денег. Мистер Уиттакер не может поверить в поддержку, которую они получают, и благодаря их усилиям, они постепенно приближаются к необходимой сумме.
Наконец-то, в последний день, когда пекарня должна быть продана, банда озорных ребятишек объявляет о своём успехе. Они представляют Мистеру Уиттакеру огромный чек на 10 000 долларов и отмечают победу своей волонтёрской работой. Весь город собирается у пекарни, чтобы поздравить их и отпраздновать совместное достижение.
После этого успеха, Мистер Уиттакер благодарит банду озорных ребятишек за их преданность и решимость. Он предлагает им работу в пекарне и обещает, что он будет учить их мастерству пекаря со временем.
Таким образом, благодаря смекалке и весёлым приключениям банда озорных ребятишек спасает пекарню от потери права выкупа и находит новое призвание в мире кулинарии.

## В ролях
- Джет Юргенсмайер[англ.] —   Спанки
- Дрю Джастис —  Люцерна
- Коннор Берри  —  Стими
- Дженна Ортега  —  Мэри Энн
- Кэмден Грей   —  Порки
- Исайя Фредерикс  —  Гречиха
- Дорис Робертс  —  бабушка
- Грег Джерманн[англ.]  —  Рэй
- Брайан Степанек  —  Сержио
- Грант Палмер  —  Уолдо

## Восприятие
Фильм при бюджете 8 млн $ заработал лишь чуть больше 2,3 млн $.
Джет Юргенсмайер был номинирован на Young Artist Awards в категории «лучший актёр фильма на DVD».
Джеймс Плат из Family Home Theater оценил фильм отрицательно, посоветовав его исключительно для детей. Сэнди Ангуло Чен из Common Sense Media назвала фильм «глупым» и «ужасной комедией».